# Baiuca
Baiuca és el pseudònim artístic d'Alejandro Guillán Castaño (Catoira,1990), músic gallec que combina la música electrònica amb el folk gallec, esdevenint en un estil que alguns anomenen com a folktrònica. Utilitza instrumentació típica del folklore tradicional gallec com són les cunchas, el charrasco, flautes, panderetes i panderos quadrats, sobretot instruments de percussió, passada pel tamís de bases que es mouen entre el tecno, el global bass o el house. Un dels referents d'aquest grup, pel que fa a la música d'arrel, és Carlos Núñez.
Baiuca és una paraula que s'usa en alguns llocs de Galiza i el Brasil per a referir-se a una taverna o taverna popular.
Va utilitzar el nom artístic d'Alex Casanova fins al 2017, època durant la qual va publicar "Antagonasia" (Crispis, 2014).
El seu primer àlbum sota el nom artístic de Baiuca "Solpor" (Raso Estudio, 2018) va rebre tota classe d'elogis de la premsa especialitzada, la qual cosa li ha portat a fer gira i participar en festivals com el WOS, Sound Isidro, Músiques Disperses, Monkey Week, BBK Live, O Són do Camiño, Mallorca Live, o Warm Up Murcia, entre d'altres. A més, ha remesclat a artistes com ara Chancha Vía Circuito, Kermesse o Balkan Taksim.
L'any 2021 publicà "Embruxo" (Raso Estudio, 2021), on hi consta el tema "Veleno", segon senzill de l'àlbum amb la col·laboració de Rodrigo Cuevas. A partir d'aquest treball, Baiuca començà a col·laborar estretament amb Lilaina per crear i interpretar cançons dins de la seva discografia. Lilaina són un grup de pandereteiras del qual Alejandra i Andrea Montero acompanyen a Baiuca en els seus directes de forma habitual. Tornen a contribuir amb l'artista al disc "Barullo" (Raso Estudio, 2024) a la cançó "Ribeirana".
L'any 2024 fou guardonat amb tres premis MIN a millor cançó ("Diamantes"), millor gravació electrònica i millor producció pel doble senzill "Diamante / La Mare" (Raso Estudio, 2023). Aquest mateix any, Baiuca publicà "Barullo" (Raso Estudio, 2024), on la dissenyadora gallega Carlota Pereiro s'encarregà del disseny del tercer LP de l'artista.

## Discografia

### Antagonasia(2014)
1. ¡No puede ser? 03:17
2. Ni una sola vez 03:37
3. Ciudad Carmín 03:52
4. Todo va a estar bien 04:42
5. Bocadillo de Luna (con Aries) 02:52
6. Lulú 02:44
7. Yo no me muevo por dinero 03:55
8. Xeado de Limón 02:33

### Muiñeira(2017)
1. Muiñeira 3:39
2. Xiabre 2:24

### Queimada(2017)
1. Queimada 5:06
2. Faiado 3:34

### Mozas(2017)
1. Mozas 2:29
2. Lamprea 3:26

### Muíño(2018)
1. Muíño 5:19

### Morriña(2018)
1. Morriña 2:51

### Solpor(2018)
1. Muíño 5:19
2. Solaina 3:25
3. Morriña 2:51
4. Arrieiro 3:22
5. Muiñeira 3:39
6. Solpor 2:41
7. Mozas 2:29
8. Brétema 4:16
9. Arume 4:51

### Misturas(2019)
1. Olvídeme (amb Aliboria) 3:48
2. Caroi 3:35
3. Toutón 4:39
4. Mangüeiro 4:48
5. Liñares 3:10

### Paisaxes(2020)
1. Fisterra (amb CARLANGAS) 4:14
2. Caravel 4:38
3. Fisterra (El Búho Dub) (amb CARLANGAS i El Búho) 4:18
4. Caravel (Uji Remix) (amb Nita i Uji) 5:45

### Adélia(2020)
1. Adélia 4:18
2. Adélia (Yeahman Remix) 4:38
3. Adélia (Ohxala Remix) 6:17

### Embruxo(2021)
1. Meigallo (amb Lilaina) 4:14
2. Veleno (amb Rodrigo Cuevas) 3:59
3. Embruxo 3:09
4. Luar (amb Lilaina) 3:36
5. Cortegada (amb Cristian Silva) 3:44
6. Romaría (amb Xosé Lois Romero) 1:18
7. Conxuro (amb Cristian Silga i Lilaina) 3:46
8. Lavandeira (amb Xosé Lois Romero i Lilaina) 3:19
9. Diaño (amb Lilaina) 3:14
10. Lobeira 4:01

### Solstício(2022)
1. Solsticio (amb Carlos Núñez) 4:25

### Paxaro do Demo(2022)
1. Paxaro do Demo (amb Xoel López) 3:34

### Diamante / La Mare(2023)
1. Diamante (amb Alba Reche) 3:12
2. La Mare (amb Alba Reche) 3:10

### Vai Tu(2023)
1. Vai Tu (amb Lilaina) 3:13

### Barullo(2024)
1. Navajitas (amb Xurxo Fernandes i Felisa Segade)3:45
2. Sísamo (amb Antía Ameixeiras) 3:26
3. Alentejo 3:05
4. Ribeirana (amb Lilaina) 3:20
5. Barullo (amb Felisa Segade) 3:03
6. Sementei (amb Antía Ameixeiras) 3:15
7. MonteViso (amb CARLANGAS) 4:11
8. PAEQB 3:18
9. Xoia (amb Antía Ameixeiras) 1:52
10. Rachafaldra 3:26

### Aparicions
| Any  | Títol                               | Disc                                                 |
| ---- | ----------------------------------- | ---------------------------------------------------- |
| 2013 | Xeado de limón                      | Bababum "Vacacións"                                  |
| 2013 | Como Mola!                          | Os Bolechas "Fan unha banda"                         |
| 2019 | Aire - Baiuca Remix                 | Blanco Palamera "Aire"                               |
| 2019 | Ilaló - Baiuca Remix                | Chancha Via Circuito "Bienaventuranza (Remixes)"     |
| 2019 | Obsidiana - Baiuca Remix            | Nicola Cruz "Siku Reworks"                           |
| 2020 | Tejidos - Baiuca Remix              | Mateo Kingman "Tejidos"                              |
| 2020 | A Minha Fraga - Remix               | El Búho "Ramas"                                      |
| 2020 | Milenio - Baiuca Remix              | Lagartijeando "Jallalla Remixes"                     |
| 2021 | Alma Mía - Baiuca Remix             | LaTorre "REENCARNACIONES"                            |
| 2021 | Otun - Baiuca Remix                 | Montoya "Otun (The Remixes)"                         |
| 2021 | Zalina - Baiuca Remix               | Balkan Taksim "Balkan Taksim EP"                     |
| 2022 | La Sensación es Real - Baiuca Remix | Pablo Nouvelle "La Sensación Es Real (Baiuca Remix)" |
| 2022 | Campanicas - Baiuca Remix           | Ohxala "Campanicas"                                  |
| 2022 | Baixi Baixi - Baiuca Remix          | Yeahman "Ostriconi (Remixes)"                        |
| 2023 | Santo André                         | Klik & Frik "Regenerar"                              |

## Videografia
| Any  | Títol          | Director       |
| ---- | -------------- | -------------- |
| 2015 | ¡No Puede Ser? | Angel Pardal   |
| 2017 | Solaina        | Adrián Canoura |
| 2017 | Ribeiro        | Adrián Canoura |
| 2018 | Camiños        | Adrián Canoura |
| 2018 | Xiabre         | Adrián Canoura |
| 2018 | Muíño          | Adrián Canoura |